# Krzysztof Rak
Krzysztof Rak (ur. 26 maja 1972 w Warszawie) – polski scenarzysta, producent filmowy.

## Życiorys
Ukończył studia na Wydziale Wiedzy o Teatrze PWST im. Aleksandra Zelwerowicza w Warszawie.
W 2005 inicjator i pierwszy redaktor naczelny miesięcznika teatralnego „Foyer”. W latach 2005–2008 szef produkcji filmów dokumentalnych w HBO Polska, współautor koncepcji pasma filmów dokumentalnych Bez cenzury na antenie HBO w Polsce. Odpowiedzialny za produkcję, zakupy i promocję pasma. W ramach pracy producenta filmów dokumentalnych współprodukował:
- Śmierć z ludzką twarzą (reż. Marcin Koszałka)
- Śląski interes (reż. Michał Rogalski)
- Wojownik (reż. Jacek Bławut)
- Istnienie (reż. Marcin Koszałka)
- Homo.pl (reż. Robert Gliński)
- Krąg rodziców (reż. Tadeusz Król (reżyser))
- Afrykański sen (reż. Władysław Jurkow)
- Wyrok na życie (reż. Marcin Koszałka)
- Pierwsza prosta (reż. Andrzej Celiński)
- Czarna scena (reż. Henryk Dederko)

Juror konkursu głównego 6. edycji Planet Doc Review 2009 oraz konkursu scenariuszowego Hartley-Merrill 2003, 2006, 2008 i 2009. Ekspert PISF. Członek Jury Festiwalu Filmowego w Gdyni 2015, a także Rady Programowej Festiwalu Filmowego w Gdyni i Polskiej Akademii Filmowej.

## Filmografia fabularna i nagrody filmowe
- 2018: Rojst, serial TV, reż. J.Holoubek – producent kreatywny
- 2016: Sztuka kochania: historia Michaliny Wisłockiej – scenarzysta, producent kreatywny
  - Nominacja – Orzeł 2017 (Polska Nagroda Filmowa) – najlepszy scenariusz
- 2014: Bogowie – scenarzysta, producent kreatywny
  - Grand Prix (Wielka Nagroda Jury „Złote Lwy“) – Festiwal Filmowy w Gdyni 2014
  - Nagroda za scenariusz – Festiwal Filmowy w Gdyni 2014
  - Nagroda za pierwszoplanową rolę męską – Tomasz Kot – Festiwal Filmowy w Gdyni 2014[4]
  - Orzeł 2015 (Polska Nagroda Filmowa) – najlepszy scenariusz
- 2013: Mazurek – producent wykonawczy, współpraca scenariuszowa
  - Nagroda „Perspektywa“ im. Janusza „Kuby“ Morgensterna
  - Nagrody na festiwalach w Koszalinie, Gdyni, Kazimierzu Dolnym, Wrześni, Jeleniej Górze, Opolu, Bratysławie, Los Angeles, Drvengrad[5]
- 2012: Big Love – producent
  - Nagroda za debiut aktorski dla A. Hamkało na festiwalu w Koszalinie 2012[6]
- 2009: Ostatnia akcja – scenarzysta
  - Nagroda Publiczności na festiwalu w Koszalinie 2009
  - Nagroda Publiczności oraz Srebrny Granat w Lubomierzu 2010[7]

## Nagrody i wyróżnienia
2017 – laureat nagrody artSkrypt, przyznanej na Interdyscyplinarnym Festiwalu Sztuk Miasto Gwiazd, dla wybitnego twórcy scenariuszy filmowych lub teatralnych.